# Xã Round Grove, Quận McLeod, Minnesota
Xã Round Grove (tiếng Anh: Round Grove Township) là một xã thuộc quận McLeod, tiểu bang Minnesota, Hoa Kỳ. Năm 2010, dân số của xã này là 251 người.